# 家治敦崇
家治 敦崇（かじ あつたか、1972年12月8日 - ）は、日本の俳優である。

## 出演

### テレビドラマ・映画
- ドラマ30 ショコラ（MBS）
- 自殺キャロット

### CM
- 開成教育セミナー
- JAバンク
- タマホーム
- 小林製薬（ブレスケア）
- NTTマーケティングアクト
- 三洋電機
- 全日空
- 大阪ガス
- ほっかほっか亭